# Gorabal, Parasgad
Gorabal là một làng thuộc tehsil Parasgad, huyện Belgaum, bang Karnataka, Ấn Độ.